# Apeadeiro de Cabeção
O Apeadeiro de Cabeção é uma interface encerrada do Ramal de Mora, que servia a vila de Cabeção, no Município de Mora, em Portugal.

## História

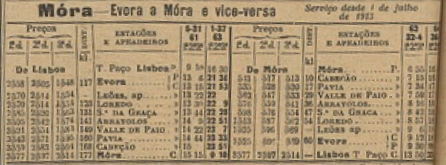
Horários do Ramal de Mora em 1913, onde esta gare aparece com a categoria de estação.

Na década de 1850, o engenheiro Thomaz Rumball foi encarregado de estudar vários possíveis traçados para uma linha férrea entre Lisboa e Elvas, sendo um deles pelo Carregado, Benavente, Coruche, Couço e Mora, seguindo depois pelo pinhal a Sul de Cabeção ou pela zona de Buraco, e continuando por Pavia e Estremoz. Este traçado era mais curto e encontrava depois um bom caminho até Estremoz, passando a Sul de Pavia perto da Ribeira de Tera. Rumball avançou a hipótese de construir um túnel de 1 Km para atravessar o Pinhal de Cabeção, evitando desta forma o terreno mais áspero ao Sul de Pavia. Esta proposta não foi utilizada, tendo a Companhia Real dos Caminhos de Ferro Portugueses escolhido um traçado diferente para a Linha do Leste, por Santarém, Abrantes e Crato.
Posteriormente, nesta zona foi construído o Ramal de Mora, cujo lanço entre Pavia e Mora foi aberto à exploração em 11 de Julho de 1908. Nos horários de Julho de 1913, esta interface aparecia com a classificação de estação, sendo utilizada pelos comboios entre Évora e Mora.
Em 13 de Outubro de 2023 o governo abriu o concurso para a exploração turística do Apeadeiro de Cabeção, como parte do programa Fundo Revive Natureza.